# Кијамет
Кијамет (арап. القيامة [al-Qiyāmāh] — дословно „проживљење”), или Јаум-ул-кијаме (арап. يوم القيامة [Yawm al-Qiyāmāh] — дословно „дан проживљења”), исламско је вјеровање у проживљење људи на Судњи дан, без обзира да ли су били муслимани или не. У Курану, кијамет се односи на [пр]оживљење (види такође васкрсење).
Према вјеровању, узвишење у рај захтијева поштивање пет стубова ислама. Потврђује се да неће бити неправде, а невјерници неће бити спасени.

## Опис
Прво ће наступити уништење свега што постоји и усмрћење свих живих бића — након чега слиједи проживљење, а затим суђење људима и џинима за дјела која су чинили у току живота. Ништа неће бити изостављено, нити један атом добра или зла. Алах ће сваком човјеку појединачно апсолутно праведно судити. Они који су чинили добра дјела ући ће у џенет (рај), а они који су чинили зло биће кажњени џехенемом (пакао).
Куран на много мјеста говори о Судњем дану. Каже се да ће тог дана доћи до великог земљотреса; да ће се човјек чудити говорећи „шта јој је”; брда ће се раставити и разлити као растопљен мед; Сунце ће стати, а потамњели Мјесец ће се са њим спојити; звијезде ће пасти изгубивши свој сјај; брда ће се разбити у честице; гробови ће се отворити; труба (рог) ће одјекнути и свака душа ће доћи пред Створитеља; невјерници ће бити модри, изударани, слијепи а вјерници сретни и радосни. Затим ће се труба опет зачути и сви ће стајати пред својим Господаром и добити књигу својих дјела...

И видјећеш све народе како на кољенима клече; сваки народ биће прозван према својој Књизи: „Данас ћете бити награђени или кажњени према томе како сте поступали!” (Куран 45—28)